# Alberico da Romano
Alberico da Romano (Alberico II) (1196 - 26 d'agost de 1260) fou un condottiero i trobador italià, que alternà les simpaties güelfes i gibelines. Fou també un mecenes de la literatura trobadoresca occitana.

## Biografia
Alberico va néixer al castell de San Zenone, fill d'Ezzelino II da Romano i d'Adelaida Alberti di Mangona. Era, per tant, germà d'Ezzelino III i de Cunizza da Romano. Es va casar dues vegades. Del seu primer matrimoni amb una dona noble de Vicenza anomenada Beatrice, va tenir una filla, Adelaida, que es va casar amb Rinaldo d'Este el 1235, i cinc fills: Ezzelino, mort el 1243; Alberico; Romano; Ugolino; i Giovanni. Del seu segon matrimoni amb Margherita va tenir tres filles: Griselda, Tornalisce, i Amabilia.
Políticament aliat amb el seu germà Ezzelino, Alberico fou nomenat podestà de Vicenza per Frederic el 1227. Però des de 1239 es deslligà de la facció gibel·lina i s'alià amb els güelfs: el 1240, com a güelf, va conquerir Treviso i n'esdevingué podestà fins a 1257. El papa Alexandre IV l'excomunicà i el 1259 morí el seu germà a la batalla de Cassano d'Adda. Alberico va fugir de Treviso i es va refugiar al castell de San Zenone amb la seva família. L'agost de 1260 les tropes güelfes de Venècia, Trento, Pàdua i Vicenza assetjaren San Zenone. Alberico es va rendir, però tot i rendir-se, l'odi que hi havia per les accions del seu germà va fer que la seva família fos massacrada; els fills, encara infants, decapitats, les filles i la dona cremades vives i Alberico mateix arrossegat fins a morir per un cavall després de presenciar la mort de la família. El cronista Salimbene de Adam testimonia que "Vidi ista oculis meis" ("vaig veure això amb els meus propis ulls").

## Poesia
Alberico era un amic i mecenes de trobadors i ell mateix trobador. Se sap que tenia contacte amb Sordello i va intercanviar una cobla amb Uc de Sant Circ. El cançoner D, produït a Llombardia el 1254, es feu sota el seu patronatge. En els folis 153r a 211r del cançoner D (ms. α, R.4.4 en el Biblioteca Estense, Modena), s'hi troba el Liber Alberici ("Llibre de Alberic"). En la rúbrica s'hi llegeix: "Hec sunt inceptiones cantionum de libro qui fuit domini Alberici et nomini repertorum earundem cantionem". Conté composicions de més de cent trobadors, entre ells molts dels italians.
Es conserva una poesia d'Alberico: una tençó que va compondre amb Uc de Saint-Circ.
- (16a,1 = 457,20a)[2] Mesier Albric, so m prega Ardisons (tençó amb Uc de Saint-Circ; Uc la inicia; l'estrofa d'Alberico, la segona, comença N'Uc de San Sir, tot per amor de vos; només es conserven dues estrofes)

### Repertoris
- Alfred Pillet / Henry Carstens, Bibliographie der Troubadours von Dr. Alfred Pillet […] ergänzt, weitergeführt und herausgegeben von Dr. Henry Carstens. Halle : Niemeyer, 1933 [Alberico da Romano és el número PC 16a]